# Schadensereignis

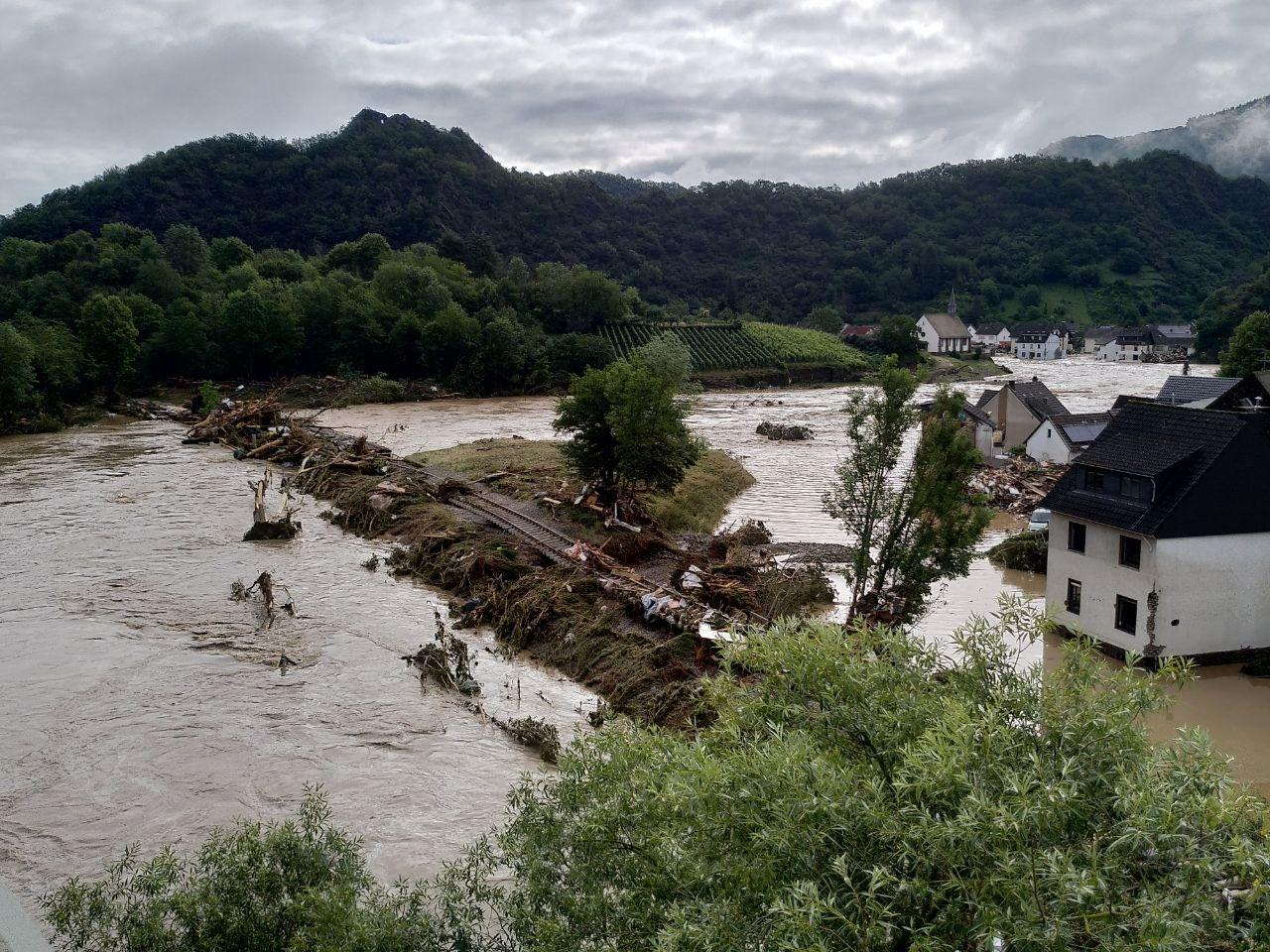
Schadensereignis: Hochwasser im Ahrtal 2021

Schadenereignis, verwaltungssprachlich auch Schadenereignis,  ist im Versicherungswesen ein Ereignis, das einen Schaden verursacht. Das Schadenereignis ist eine Handlung, eine Unterlassung oder eine Naturkatastrophe mit schadenverursachender Wirkung auf Sachen, Sachgesamtheiten oder Rechte. Schadenereignis ist das Ereignis, das Haftpflichtansprüche gegen den Versicherungsnehmer nach sich ziehen könnte. Um die aus dem Schadenereignis resultierenden Schäden nicht selbst tragen zu müssen, hat sich der Versicherungsnehmer entschieden, sein Risiko im Wege des Risikotransfers auf einen Versicherer zu übertragen.

## Arten
Je nachdem, ob Personen oder Sachen vom Schadenereignis betroffen sind, unterscheidet man:
- Personenschaden: Eine natürliche Person erleidet eine Verletzung, Vergiftung oder den Tod.
- Sachschaden: Eine Sache erleidet einen Schaden (Zerstörung, Beschädigung), zum Beispiel Überschwemmung, Explosion, Unfall.
- Vermögensschaden: Der Schaden besteht aus einer Vermögensminderung, zum Beispiel die Zerstörung oder Beschädigung eines wertvollen Gemäldes: Der Sachschaden (Leinwand, Bilderrahmen, Farbe) ist meist unbedeutend, die immaterielle Wertminderung (messbar zum Beispiel als aktueller Verkaufspreis) hingegen kann enorm sein.

Diese Schadenarten können isoliert oder auch kombiniert auftreten. Letzteres liegt auch daran, dass sämtliche Sachschäden und die meisten Personenschäden zugleich auch Vermögensschäden darstellen.

## Versicherungsfall
Das Schadenereignis muss, damit es versicherungsrelevant wird, unter Versicherungsschutz stehende versicherte Personen oder Sachen treffen. Sind Personen oder Sachen dagegen nicht versichert, unterliegen der Selbstversicherung oder sind nicht versicherbar, liegt kein Versicherungsfall vor. Bei versicherten Personen oder Sachen gilt nach dem Ereignisprinzip der Versicherungsfall zu dem Zeitpunkt als eingetreten, zu dem das Schadenereignis eingetreten ist. Das Schadenereignis ist im Versicherungsrecht der Rechtsgrund für den Versicherungsfall.
Nach den Allgemeinen Versicherungsbedingungen (AVB) ist das Schadenereignis ein „Ereignis, als dessen Folge die Schädigung des Dritten unmittelbar entstanden ist. Auf den Zeitpunkt der Schadenverursachung, die zum Schadenereignis geführt hat, kommt es nicht an.“ Der Zeitpunkt der Schadenverursachung ist ohne Belang, da diese erst noch zum Schadenereignis führen muss. Umgekehrt wird der Versicherungsnehmer aufgrund der Regelung der Ziffer 1.1 Satz 2 AHB erkennen, dass das Schadenereignis zeitlich noch vor dem Zeitpunkt der Schädigung des Dritten liegen muss, da die Schädigung als Folge des Schadenereignisses bezeichnet ist.

## Schadenfall
Das Schadenereignis ist vom Schadenfall zu unterschieden, der die schädigende Auswirkung eines Schadenereignisses auf bestimmte versicherte Personen, Sachen oder Rechte darstellt. Im Schadenfall hat sich der Schaden bereits verwirklicht. Der Hagelschlag beispielsweise ist das Schadenereignis, das hierdurch beschädigte Einfamilienhaus der Schadenfall. Dieser löst die formelle und materielle Deckungsprüfung des Versicherers in der Hagelversicherung aus. Dabei umfasst die materielle Deckungsprüfung die Frage, ob der Versicherungsvertrag inhaltlich Versicherungsschutz für den konkreten Schadenfall bietet und keine Ausschlussgründe oder Leistungsbefreiungstatbestände vorliegen. Ein einziges Schadenereignis kann auch mehrere Schadenfälle nach sich ziehen, wenn etwa ein Sturm zwei oder mehr Häuser zerstört. Der Sturm ist das Schadenereignis, bei jedem der Häuser liegt jedoch ein auf dasselbe Schadenereignis zurückzuführender Schadenfall vor (Kumul, Kumulschaden).
Bei besonders schadensträchtigen Fällen spricht man von einem großen Schadenereignis (gSE) bzw. einem Großschadensfall wie zum Beispiel Erdbeben, Abstürze von Flugzeugen, Großfeuer, Explosionen, Terroranschlägen mit erheblichem Ausmaß, Massenkarambolagen oder großflächige Überschwemmungen. Die sicherheitsrechtlichen Begriffe „Großschadenslage“ und „Katastrophe“ sind davon trotz der Überschneidungen zu unterscheiden.

## Rechtsfragen
Ein Versicherungsvertrag kann im Schadenfall zurückgestuft werden, wenn der Versicherer beispielsweise in der Kfz-Versicherung aufgrund einer Schadenmeldung eine Zahlung leistet oder eine Schadenrückstellung bildet. Diese Rückstufung erfolgt unabhängig von der Schadenshöhe und ist auch über mehrere Klassen hinweg möglich.
Für die Leistungsfreiheit des Versicherers ist zu prüfen, ob der Schadenfall durch das Verhalten des Versicherungsnehmers eingetreten ist und ob er den Schaden grob fahrlässig oder gar vorsätzlich verursacht hat. Für Vorsatz besteht regelmäßig Leistungsfreiheit, bei grober Fahrlässigkeit kann nach der Schwere eine Kürzung der Versicherungsleistung erfolgen, bei der Verletzung von Obliegenheiten gilt § 28 VVG.